# Dziecko księcia
Dziecko księcia (niem. Das Fürstenkind) – operetka Franza Lehára w trzech aktach z 1909 roku. Premiera miała miejsce w Wiedniu w Johann-Strauss-Theater 30 grudnia 1909 roku. Libretto zostało napisane przez Victora Léona.

## Historia powstania utworu
Latem 1908 Lehár przyjął do opracowania dwa libretta, od Willnera i Bodanzky’ego Cygańską miłość, a od Victora Léona Dziecko księcia. Léon obiecał go swemu przyjacielowi Leopoldowi Müllerowi, który przez wiele lat był współdyrektorem Carl-Theater, a teraz za dwa miliony koron wybudował teatr przy Favoritenstrasse, niedaleko Ringu i w październiku przewidywał uroczyste otwarcie. Pierwszą operetką miał być "nowy Lehár", sprawy jednak skomplikowały się z powodu obsady głównych ról. Świadom znaczenia dobrych wykonawców dla powodzenia przedstawienia Lehár uparł się, by w Dziecku księcia wystąpili Mizzi Günther i Louis Treumann – szczęśliwa dla niego para z Wesołej wdówki. Günther miała jednak najbliższy sezon zajęty i by wystąpić u Lehára musiałaby pozrywać wcześniej podpisane kontrakty i zapłacić odszkodowania. W tej sytuacji Lehár i Müller uzgodnili, że teatr rozpocznie czymś innym, a na operetkę Lehára poczeka jeszcze rok. Korzystając z wolnego czasu kompozytor zabrał się ochoczo do pracy, która miała potrwać do lata 1909 roku.

## Treść
Libretto Léona, oparte na powieści lotaryńskiego pisarza i dziennikarza, Edmonda Abouta, Le roi des montagnes w zabawny i satyryczny sposób zestawiało ze sobą świat oswobodzonej z niewoli tureckiej Grecji połowy XIX wieku i Ameryki z jej bardziej nowoczesnym podejściem do życia i rodzącą się warstwą rekinów finansowych. Główny bohater książę Stavros, szanowany i powszechnie lubiany właściciel ziemski, który ze względu na swą nieskazitelną postawę otrzymał nawet propozycję objęcia teki ministra sprawiedliwości, prowadzi podwójne życie. Jest jednocześnie szefem bandy rabującej podróżnych w podateńskich lasach. Banda została zorganizowana w sposób nowoczesny, na zasadach towarzystwa akcyjnego. Zrabowane pieniądze są deponowane na kontach w Londynie, a dywidendy sięgające 80% dzielone pomiędzy udziałowców. Stavros, mężczyzna w średnim wieku namiętnie zakochuje się we wziętej do niewoli ślicznej Mary Ann, córce amerykańskiego bankiera. Jego córka z kolei, nie mając pojęcia o przestępczym procederze ojca, przebywając w Ameryce zakochuje się w przystojnym oficerze marynarki, Billu Harrisie. Ojciec sprzeciwia się mezaliansowi. Perypetie głównych bohaterów kończą się jednak szczęśliwie dla córki Stavrosa, która poślubia Billa Harrisa. Stavros, choć serce mu pęka musi uwolnić Mary Ann.

## Dalsze losy utworu
Treumann zagrał Stavrosa, a Günther Photini, córkę Stavrosa. Premiera odbyła się 9 października w Johann-Strauus-Theater i była pierwszą premierą Lehárowską od dwudziestu miesięcy. Stała się wielkim wydarzeniem towarzyskim. Przyjęcie zgotowano wprawdzie Lehárowi gorące, niemniej, jak zauważył jeden z krytyków, nie była to owacja. I dodał: Cztery godziny operetkowej nudy to jednak trochę dużo. Krytyka miała pretensje do Léona i Lehára, że zagubili ironię i dowcip książki Abouta, traktując wszystko zbyt dosłownie. Nie jest to złe libretto i zła muzyka – pisano – lecz taka jakich powstaje wiele, słuchając Dziecka księcia ma się wrażenie, że wszystko to już było, że słuchało się tego nie raz. Niezależnie od zarzutów operetka utrzymała się w repertuarze przez kilkadziesiąt wieczorów. Lehár zablokował swym utworem jedną z czołowych scen Wiednia, a w najbliższym czasie miał zająć również dwie następne.

## Książę gór
W 1932 roku pod zmienionym tytułem Książę gór (Der Fürdt der Berge) operetka została wystawiona w berlińskim teatrze przy Nollendorfplatz (Theater am Nollendorfplatz) przez przyjaciela Lehára, Hansa Saltenburga. Lehár pracował nad przygotowaniem i wystawieniem utworu. Premiera miała miejsce 23 września 1932 roku.